# Eupatagus valenciennesi
Eupatagus valenciennesi is een zee-egel uit de familie Eupatagidae.
De wetenschappelijke naam van de soort werd in 1847 gepubliceerd door Louis Agassiz & Pierre Jean Édouard Desor.